# Parahongshanornis
Parahongshanornis es un género extinto de ave primitiva del periodo Cretáceo superior (Aptiense) de lo que ahora es la provincia de Liaoning, noreste de China. 
Parahongshanornis fue nombrado primero por Li Li, Wang Jingqi y Hou Shilin en 2011 y la especie tipo es Parahongshanornis chaoyangensis. El nombre genérico se refiere a la asumida proximidad con Hongshanornis. El nombre específico se refiere a Chaoyang.
Se le conoce por el holotipo PMOL-AB00161, encontrado en Yuanjiawa, Chaoyang, en el Aptiano medio (Formación Jiufotang), hace unos 120 millones de años. Consiste en un esqueleto casi completo y articulado, sin cabeza y con muestras de ciertas partes blandas, incluyendo algunas plumas. Se trata de una especie pequeña, con un fémur de 24 mm de longitud. La fúrcula tiene forma de U. El coracoides es alargado pero con un final ancho que llega al esternón.
Parahongshanornis se incorporó en Hongshanornithidae, basándose más en anatomía comparada que en un análisis cladístico.